# Нардол
Нардол (англ. Nardole) — вигаданий персонаж з довготривалого британського науково-фантастичного телесеріалу «Доктор Хто». Він був створений Стівеном Моффатом і зіграний актором Меттом Лукасом. Він є супутником дванадцятого втілення іншопланетного мандрівника у часі, відомого як Доктор (грає Пітер Капальді). Герой дебютував у різдвяному спецвипуску 2015 року «Чоловіки Рівер Сонг» як помічник Рівер (грає Алекс Кінгстон), а, повернувшись у наступному епізоді «Повернення Доктора Містеріо», став повноцінним супутником Доктора під час десятого сезону.
Хоча Нардол і виглядає як людина, насправді він є прибульцем з колонії на планеті Мендоракс Деллора у 54-му столітті. Він є першим іншопланетним супутником поновленого у 2005 році «Доктора Хто» і першим таким у всьому серіалі за останні 30 років. На відміну від більшості супутників, Нардол рідко подорожує з Доктором, натомість зазвичай залишається у безпеці на Землі. З усім тим, його іноді вплутують у пригоди, частіше проти його волі.

## Вигадана біографія
Персонаж уперше з'явився у різдвяному спецвипуску 2015 року «Чоловіки Рівер Сонг». У 5343 році Рівер Сонг (грає Алекс Кінгстон), дружина Доктора, перебуває у колонії на планеті Мендоракс Деллора, де бере Нардола собі у помічники. Саме він знаходить і приводить до Рівер Дванадцятого Доктора (грає Пітер Капальді). За сюжетом епізоду героя обезголовлюють, проте його життя зберігають, помістивши голову у тіло кіборга Гідрофлакса. Після 24 років, проведених на Дарілліумі, разом з Рівер, Доктор повертає Нардолові тіло. У «Поверненні Доктора Містеріо» Нардол виступає супутником Доктора, допомагаючи йому у розслідуванні супергероя Привида у Нью-Йорку.
Нардол продовжує супроводжувати Доктора у серіях десятого сезону, де вони знаходяться в університеті Святого Луки, що в Бристолі. Володар часу працює викладачем, а кіборг допомагає охороняти сховище під будівлею закладу. Герой стурбований тим, що Доктор зустрічає Білл Поттс (грає Перл Макі), з якою починає подорожувати в часі за допомогою TARDIS, не повідомляючи йому про це, і говорить, що може покинути Доктора через це.
Тим не менш Нардол вплутується в одну з пригод у серії «Кисень». У ході епізоду команда майже не помирає, а Доктор втрачає зір, розказавши про це тільки після прибуття в університет. В «Екстремісі» виявляється більше деталей про те, чому і як Нардол почав подорожувати з Доктором — наглядати за володарем часу йому доручила Рівер Сонг перед тим, як вирушити на Бібліотеку. Відтоді він вважає це своїм обов'язком перед Рівер, говорячи також, що він є «єдиною особою, яка має юридичну кваліфікацію вдарити Доктора по дупі». Він сприяє вкладенню договору про охорону Доктором саркофага його заклятої подруги/ворога Міссі (грає Мішель Гомес) протягом тисячі років. Під час вторгнення прибульців, відомих як Монахи, Нардол заражається невідомою бактеріальною хворобою, проте виживає через іншопланетну біологію свого організму. Проте Монахам вдається заволодіти людством в обмін на повернення зору Докторові, якому загрожувала смертельна небезпека. У «Положенні» Нардол об'єднується з Доктором і Білл, щоб повернути свободу волі після пів року фальсифікації історії Монахами. У наступних пригодах Нардол проявляє свою стійкість і кмітливість, зокрема полагодивши, разом з Міссі TARDIS, через поламку якої Доктор і Білл застрягли на Марсі Вікторіанської епохи («Імператриця Марса»).
У фіналі сезону «Будьте вічні наші життя» / «Падіння Доктора» команда головних героїв і Міссі вирушають на сигнал тривоги космічного корабля колоністів з планети Мондас, у результаті чого Білла ранять пострілом у серце і перетворюють у кіберлюдину, за сприяння попереднього втілення Міссі, Майстра (грає Джон Сімм). Їм вдається врятуватися від загону кіберлюдей, полетівши на шаттлі, пілотованому Нардолом, на верхні поверхи корабля. Космічний апарат виявляється настільки великим, що окремі поверхи використовуються як сонячні ферми, де є благодатна атмосфера і людські поселення. Коли кіберармія добирається туди Нардол демонструє навички бойових дій і комп'ютерні знання, влаштовуючи потужні вибухи по всьому поверхові. Доктор розуміє, що підірвати весь поверх цілком — єдиний вихід у цій ситуації, і наказує Нардолові евакуювати всіх мирних жителів на інші поверхи, не захоплені кіберлюдьми. Невпевнений в тому, чи зустріне він Доктора наступного разу, Нардол виконує доручення, розуміючи, що кіберлюди ще повернуться, аби конвертувати всіх інших.
У різдвяному спецвипуску 2017 року «Двічі в часі» Нардол, Клара Освальд і Білл Поттс повертаються у вигляді аватарів організації Свідчення, що зібрали останні спогади їхніх життів. Він востаннє обіймає Доктора перед тим, як той регенерує у своє тринадцяте втілення. У новелізації даного епізоду за авторством Пола Корнелла виявлено, що кіберлюди перестали бути серйозною загрозою незадовго після падіння Доктора і Нардол щасливо дожив до старості зі своїми кількома дружинами й дітьми.

## Появи

### Серії «Доктора Хто»
| №   | # | Назва                                                         | Режисер          | Сценарист     | Світова прем'єра |
| --- | - | ------------------------------------------------------------- | ---------------- | ------------- | ---------------- |
| 263 | — | «Чоловіки Рівер Сонг» «The Husbands of River Song»            | Дуглас МакКінног | Стівен Моффат | 25 грудня 2015   |
| 264 | — | «Повернення Доктора Містеріо» «The Return of Doctor Mysterio» | Ед Базалджетт    | Стівен Моффат | 25 грудня 2016   |

| №    | #  | Назва                                                          | Режисер         | Сценарист                   | Світова прем'єра |
| ---- | -- | -------------------------------------------------------------- | --------------- | --------------------------- | ---------------- |
| 265  | 1  | «Пілот» «The Pilot»                                            | Лоуренс Гоф     | Стівен Моффат               | 15 квітня 2017   |
| 266  | 2  | «Посміхнися» «Smile»                                           | Лоуренс Гоф     | Френк Коттрелл Бойс         | 22 квітня 2017   |
| 267  | 3  | «Тонкий лід» «Thin Ice»                                        | Білл Андерсон   | Сара Доллард                | 29 квітня 2017   |
| 268  | 4  | «Стук-стук» «Knock Knock»                                      | Білл Андерсон   | Майк Бартлетт               | 6 травня 2017    |
| 269  | 5  | «Кисень» «Oxygen»                                              | Чарльз Пальмер  | Джеймі Метісон              | 13 травня 2017   |
| 270  | 6  | «Екстреміс» «Extremis»                                         | Деніел Неттгейм | Стівен Моффат               | 20 травня 2017   |
| 271  | 7  | «Піраміда на краю світу» «The Pyramid at the End of the World» | Деніел Неттгейм | Пітер Гарнесс Стівен Моффат | 27 травня 2017   |
| 272  | 8  | «Положення» «The Lie of the Land»                              | Вейн Їп         | Тобі Вітгаус                | 3 червня 2017    |
| 273  | 9  | «Імператриця Марса» «Empress of Mars»                          | Вейн Їп         | Марк Ґетісс                 | 10 червня 2017   |
| 274  | 10 | «Пожирачі світла» «The Eaters of Light»                        | Чарльз Палмер   | Рона Манро                  | 17 червня 2017   |
| 275a | 11 | «Будьте вічні наші життя» «World Enough and Time»              | Рейчел Талалей  | Стівен Моффат               | 24 червня 2017   |
| 275b | 12 | «Падіння Доктора» «The Doctor Falls»                           | Рейчел Талалей  | Стівен Моффат               | 1 липня 2017     |

| №   | # | Назва                              | Режисер        | Сценарист     | Світова прем'єра |
| --- | - | ---------------------------------- | -------------- | ------------- | ---------------- |
| 276 | — | «Двічі в часі» «Twice Upon a Time» | Рейчел Талалей | Стівен Моффат | 25 грудня 2017   |

### Романи
| Назва                       | Автор           | Видавець  | Дата виходу    | Кількість сторінок | ISBN                |
| --------------------------- | --------------- | --------- | -------------- | ------------------ | ------------------- |
| «Чумне місто» «Plague City» | Джонатан Морріс | BBC Books | 20 квітня 2017 | 256                | ISBN 978-1785942709 |

## Кастинг та виробництво
У листопаді 2015 року було анонсовано, що Метт Лукас приєднався до акторського складу епізоду «Чоловіки Рівер Сонг», де зіграє запрошеного персонажа, на ім'я Нардол. 14 червня 2016 року було підтверджено, що Нардол повернеться у різдвяному спецвипуску 2016 року «Повернення Доктора Містеріо» як супутник Доктора і залишиться в цій ролі до фіналу десятого сезону серіалу. Шоуранер «Доктора Хто» Стівен Моффат сказав, що Метт Лукас хотів знову зіграти героя і він скористався цим, забезпечивши регулярні появи Нардола.